# Hipodrom Wola
Hipodrom Wola – ogólna nazwa na obiekty Centrum Wyszkolenia Jeździeckiego w Poznaniu, zlokalizowane w dzielnicy Wola, w pobliżu ulicy Lutyckiej (droga krajowa nr 92), stacji kolejowej Poznań Wola i Lasku Golęcińskiego.

## Historia

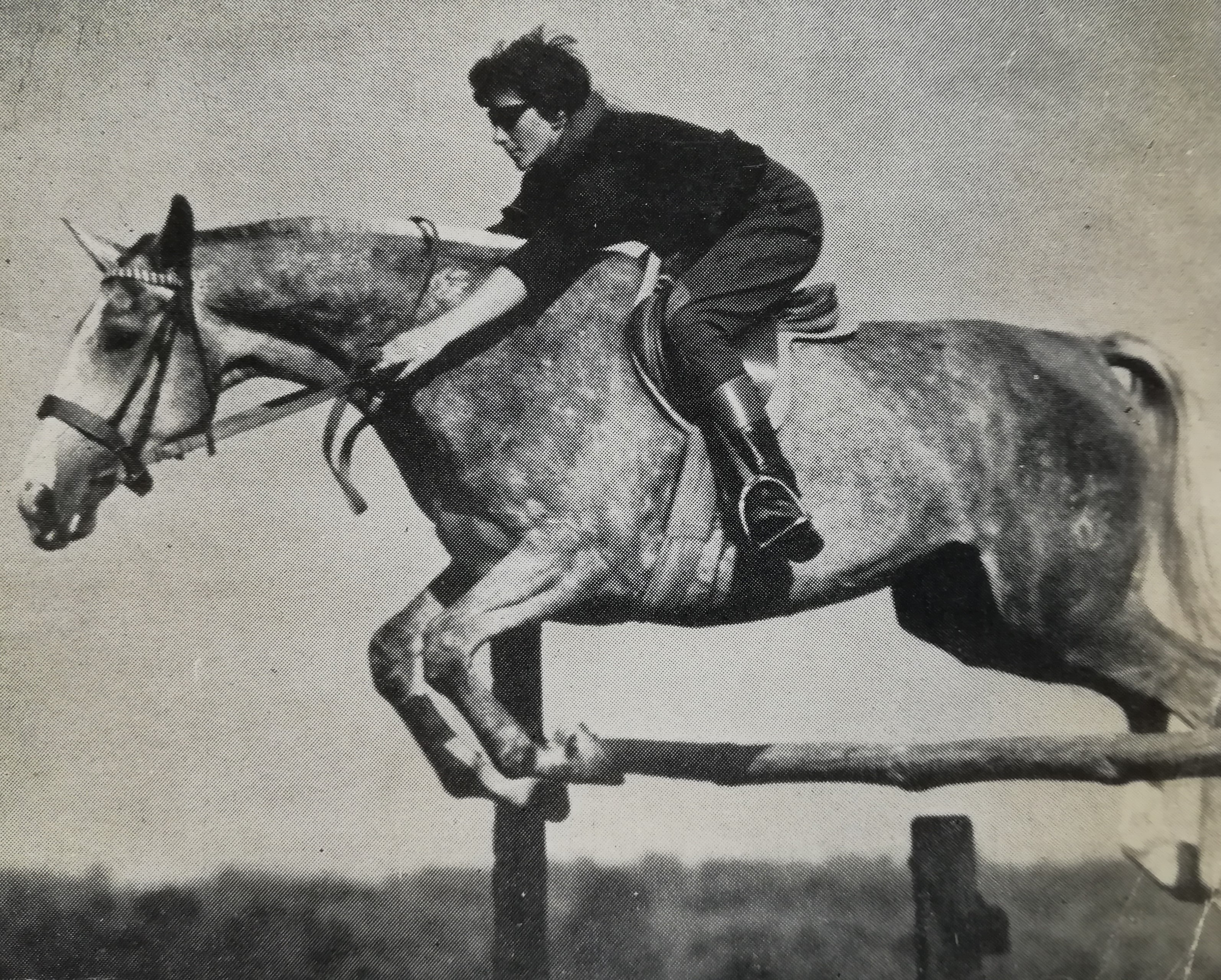
Zawody w skokach na Woli w latach 60. XX wieku

Historia Hipodromu na poznańskiej Woli sięga początków XX wieku. Pierwsze obiekty powstały w latach 1908 – 1910, jako zaplecze Zamku Cesarskiego w Poznaniu, składające się ze stajni i powozowni. Wkrótce potem stworzone zostały plany budowy toru wyścigowego na Woli. Zaprojektowany na powierzchni 54 hektarów obiekt składał się z dwóch torów, obok których znalazły się trzy trybuny oraz boiska do tenisa, krykieta i gry w piłkę. Do 1918 obiekt należał do Poznańskiego Towarzystwa Wyścigowego (Posener Rennverein).
Po I wojnie Poznań był drugim miastem po Warszawie, w którym najszybciej wznowiono przedwojenne wyścigi konne, a to za sprawą Wielkopolskiego Towarzystwa Wyścigów Konnych. W czasie pierwszych zawodów odbywających się już w niepodległej Polsce na trybunach gościł marszałek Józef Piłsudski. Poznańska Wola w odróżnieniu od toru na Służewcu była tzw. „torem biegającym w prawo”. Od 1919 tradycyjnie rozgrywano na Woli dżentelmeński Handicap Wielkopolski z przeszkodami na dystansie 6400 m.
Wybuch II wojny światowej oznaczał koniec dobrze prosperujących wyścigów konnych, choć okupanci korzystali z hipodromu, organizując własne gonitwy.
W latach powojennych Hipodrom wykorzystywano również w czasie zawodów motokrosowych o „Złoty Kask". Przychodziły na nie dziesiątki tysięcy widzów. Popisy motorowe serwowali im między innymi Jerzy Mieloch i Ryszard Mankiewicz. W kolejnych dekadach ośrodek na Woli przyjmował formę centrum przygotowań sportowych dla najlepszych polskich zawodników hippicznych.
W 2004 obiekt od ministra rolnictwa przejął wojewoda wielkopolski, a w 2021 przyjęto uchwałę o przekazaniu hipodromu miastu Poznań w drodze darowizny udziałów w spółce.
Obecnie Hipodrom stanowi nowoczesne Centrum Wyszkolenia Jeździeckiego – odbywają się tutaj liczne imprezy hippiczne o znaczeniu krajowym i międzynarodowym. 

## Architektura
Z zabudowy pierwotnego założenia zachowane zostały: trzy trybuny (główna, sędziowska i dodatkowa) z restauracją i kasą totalizatora, stajnia, wieża ciśnień i jeden dom mieszkalny (1906–1908). Znacząca przebudowa miała miejsce w latach 70. XX wieku. Rozbudowano m.in. plac konkursowy.